# 簡嬪
簡嬪（かんひん、？ - 乾隆52年（1787年）以前）は、清の嘉慶帝の皇子時代の格格(側室)。姓は蘇完瓜爾佳氏(関佳氏)。内務府鑲黄旗の出身。父は拜唐阿徳成。嘉慶帝即位後に簡嬪に追封された。

## 生涯
乾隆帝の治世における内務府選秀において、関佳氏は嘉親王(後の嘉慶帝)の格格（側室）として指名された。
乾隆45年（1780年）4月11日に、嘉慶帝の第一皇女を出産した。しかし、乾隆48年（1783年）11月1日、長女である大格格は夭折した。
乾隆52年（1787年）までに、関佳氏はすでに亡くなっていた。嘉慶2年（1797年）4月22日、嘉慶帝は内閣に対して勅命を下し、潜邸（皇帝が即位前に住んでいた邸宅）時代の側福晋であった完顔氏を「恕妃」に、格格（側室）であった関氏を「簡嬪」に、沈氏を「遜嬪」に追封した。
関佳氏の弟である拜唐阿愛保（バイタンア・アイバオ）は、恕妃の兄である監生慶宝（チンバオ）、遜嬪の甥である筆帖式福安（フーアン）とともに、嘉慶帝に対し恩賜への感謝を述べる奏折を提出した。
嘉慶3年（1798年）6月18日、東直門外にある静安荘殯宮において、恕妃・簡嬪・遜嬪の追封の儀式が執り行われた。
嘉慶8年（1803年）10月17日、簡嬪の金棺は清西陵にある昌陵の妃園寝に安置された。

## 伝記資料
- 『清史稿』